# Aqua Magica
Aqua Magica (Park der Magischen Wasser) ist ein Landschafts- und Kulturpark beiderseits der Grenze zwischen den Städten Löhne und Bad Oeynhausen in Nordrhein-Westfalen, wo die Landesgartenschau Bad Oeynhausen/Löhne 2000 stattfand. Der 20 Hektar große Park ist öffentlich zugänglich und kann für Veranstaltungen genutzt werden.

## Geschichte

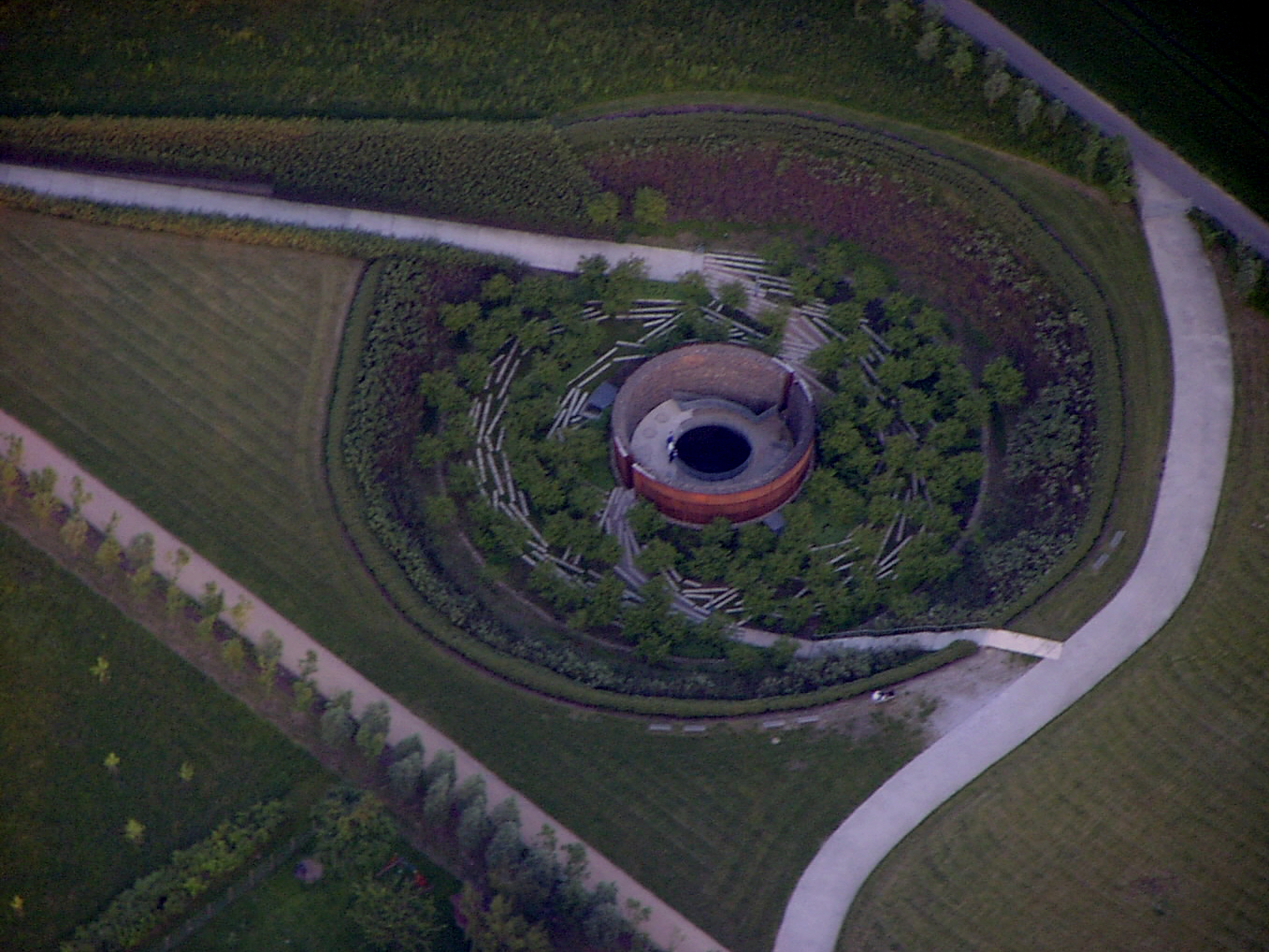
Der Wasserkrater im Park „Aqua Magica“

Der Kulturpark wurde als Gelände für die Landesgartenschau (LGS) 2000 in Bad Oeynhausen/Löhne gebaut. Geplant wurde er 1999 von den französischen Landschaftsarchitekten Henri Bava und Olivier Philippe (Agence Ter), die die in der Region reich vorhandenen Quellen zur Gestaltung einer abwechslungsreichen Parklandschaft nutzten. Der Park bezieht neben dem Mittelbach die solehaltigen, warmen Heilquellen ein, die Oeynhausen zum Bad machen und dem Park den Namen Aqua Magica, das heißt das magische Wasser, gaben.
Nach dem Ende der LGS 2000 wurde eine Betriebsgesellschaft gegründet, die den Park verwaltet und die Gartenpflege organisiert.

## Bereiche
Highlight der Parks ist ein 18 m tiefer Wasserkrater, aus dem eine Wasserfontäne bis über den Kraterrand hinaus aufsteigt. Es ist eine begehbare, unterirdische Brunnenskulptur und eine Station auf der Reise in das „Land des Staunens“.
Die Allee des Weltklimas verbindet auf einer Ost-West-Achse die Städte Löhne und Bad Oeynhausen. Auf ihr wachsen 230 Platanen.
Die Wassergärten bieten drei unterschiedliche Lebensräume für Seerosen, Riesen-Schachtelhalme und Sumpfpflanzen.
Das Biotop ist ein großer Teich, der auf einer wasserundurchlässigen Schicht einer ehemaligen Ziegelei entstanden ist.
Auf der Naturbühne finden im Sommer die unten beschriebenen Veranstaltungen statt.
Der Hochseilgarten bietet in bis zu 12 Metern Höhe 6 unterschiedliche Parcours.

## Veranstaltungen
Die Aqua Magica GmbH richtet drei große regionale Veranstaltungen aus. Das Literaturfest Poetische Quellen und das Sommerfest der kleinKunst finden jährlich statt, das Bürgerfest alle zwei Jahre.
Das Sommerfest der kleinKunst präsentiert an einem Abend im Juli Clownerie, Comedy, Artistik und Konzerte vor der Kulisse des illuminierten Parkgeländes.
Das Bürgerfest dient dazu, die Nachbarschaftsbeziehungen zwischen Löhne und Bad Oeynhausen zu kräftigen. Da zwischen den beiden Städten nicht nur die Stadtgrenze, sondern auch die Kreisgrenze zwischen den Kreisen Herford und Minden-Lübbecke verläuft, kommt diesem Ereignis auch regionale Bedeutung zu.
Das Literaturfest Poetische Quellen dauert vier Tage und ist in der Region Ostwestfalen-Lippe die mit Abstand größte Veranstaltung dieser Art.